# Léonard Misonne
Léonard Misonne (Gilly 1 juli 1870 – 14 september 1943) was een Belgisch picturalistisch fotograaf.

## Leven en werk
Misonne werd geboren als zoon van een advocaat en was de jongste van zeven kinderen. Hij studeerde mijnbouwkunde aan de Katholieke Universiteit Leuven, maar oefende het ingenieursberoep nooit uit. Reeds als student werd hij aangetrokken door musiceren, de schilderkunst en vanaf 1891 ook de fotografie, op welke laatste hij zich vanaf 1896 volledig toelegde.
Misonne maakte diverse reizen door Zwitserland, Duitsland en Frankrijk. Hij maakte naam met zijn kunstzinnige lichteffecten. “Het onderwerp is niets”, zei hij eens, “licht is alles”. Misonne stond bekend om zijn gevoel voor atmosfeer, maar zijn benadering wordt vanuit artistiek oogpunt ook wel enigszins als conservatief en sentimenteel bestempeld. Zijn onscherpe, impressionistische benadering van de fotografie leverde hem de bijnaam “Corot van de foto” op. 
Misonne werkte aanvankelijk vooral volgens het edeldrukprocedé en leerde in 1910 te Parijs van de bekende fotograaf Constant Puyo met het procedé van de pigmentfotografie (bromoliedruk) werken. Hij was toen inmiddels uitgegroeid tot een internationaal gewaardeerde exponent van het picturalisme en een bekende figuur in avantgardistische kringen. De meeste van zijn foto’s maakte hij in België en Nederland, veel landschappen, vaak aan de kust en in het bijzonder ook in de steden Gent en Antwerpen. 
Misonne leed aan een ernstige vorm van astma en overleed daar uiteindelijk ook aan, in 1943, te Gilly, België.

## Galerij

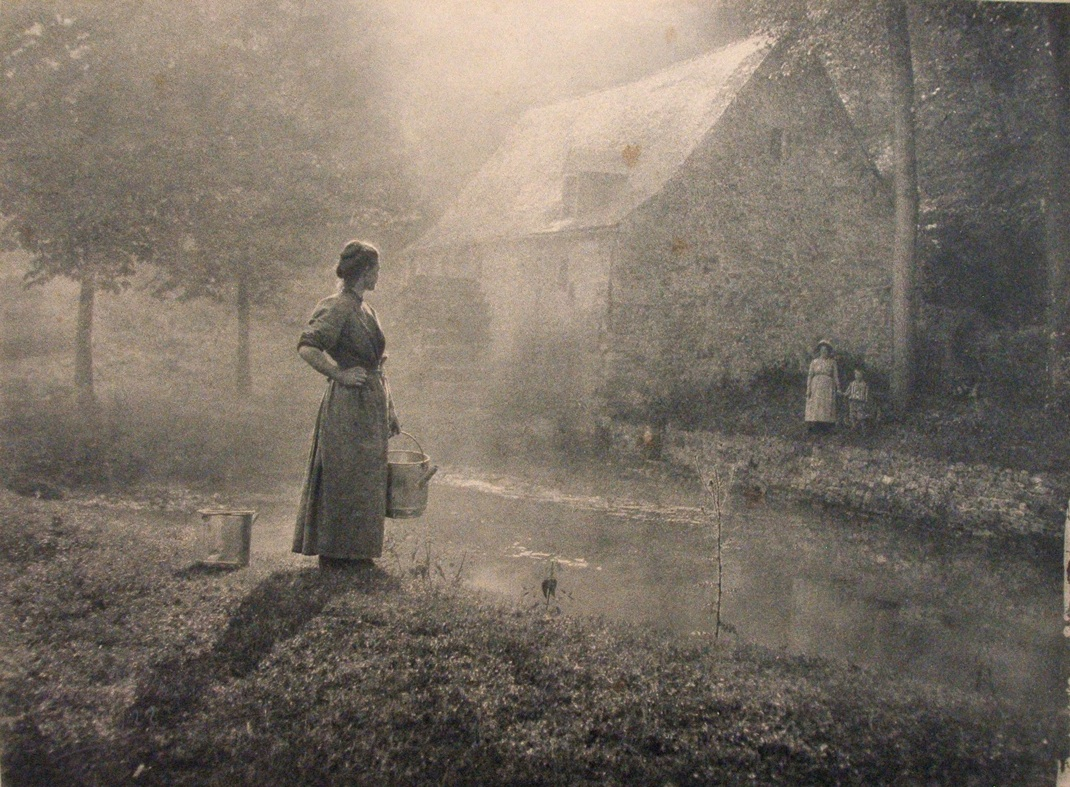
Bij de molen
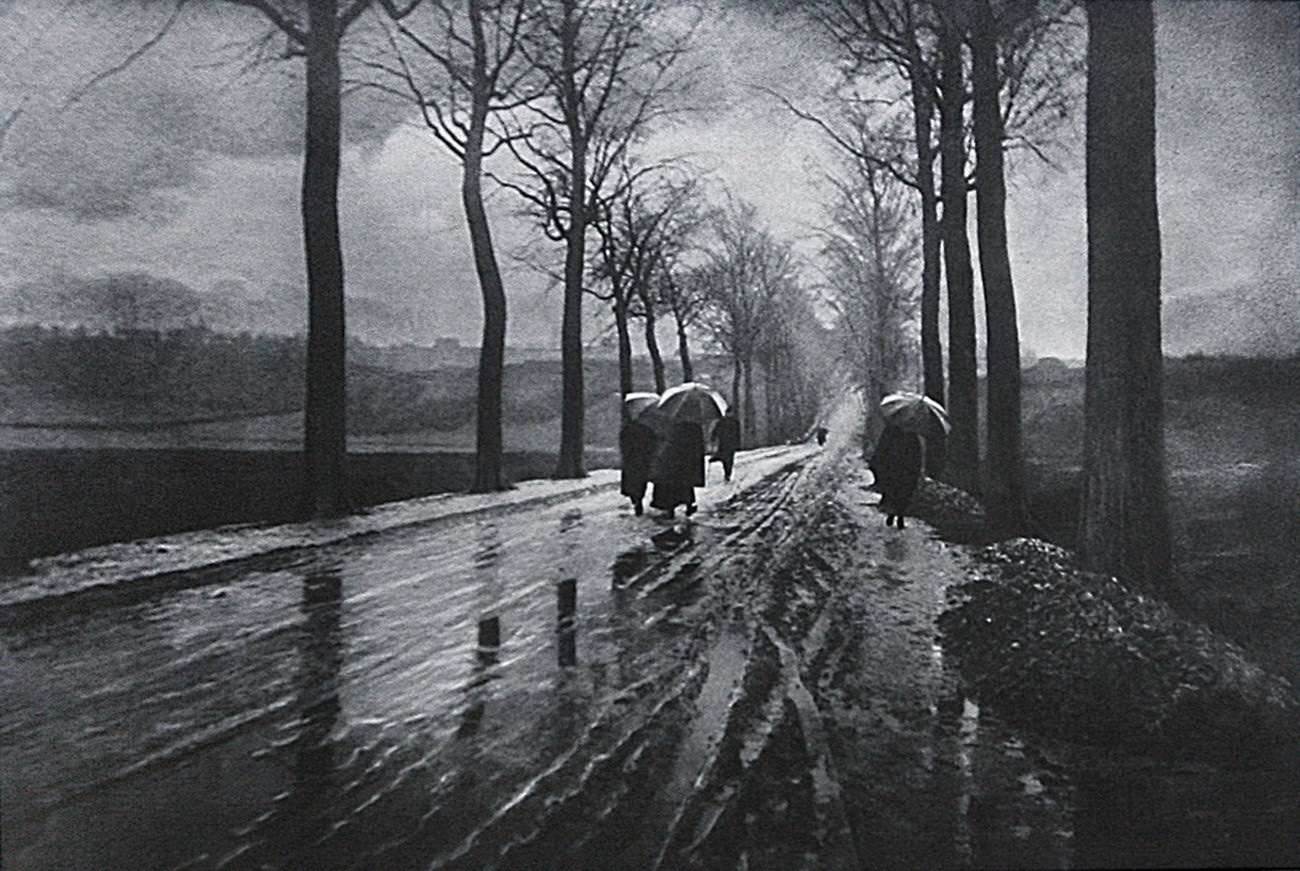
Terug van de markt
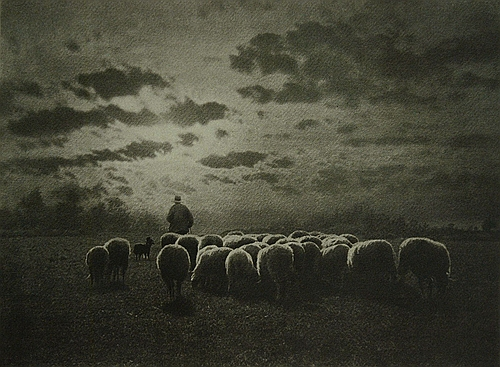
Misonne's Au Coucher du Soleil, in Camera Notes, juli 1901
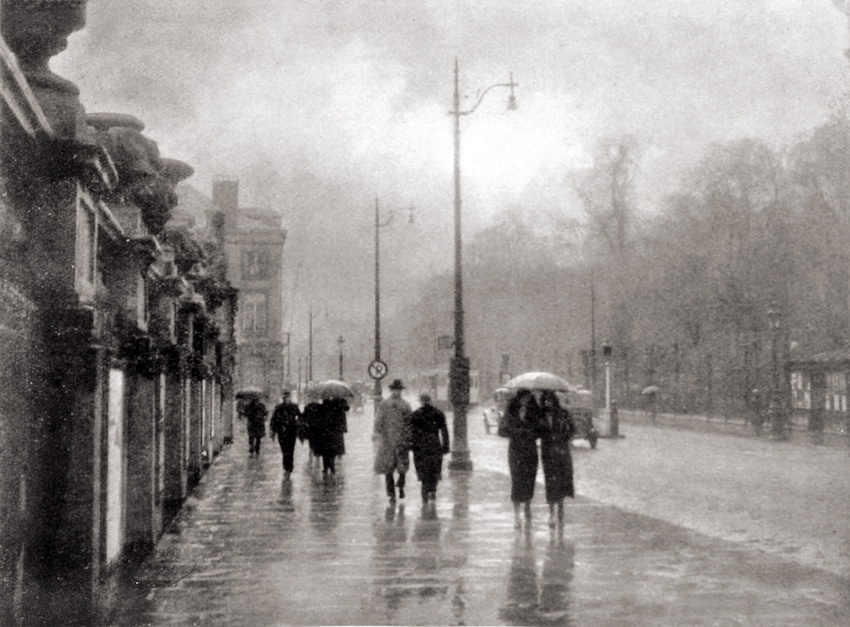
Regenachtige dag
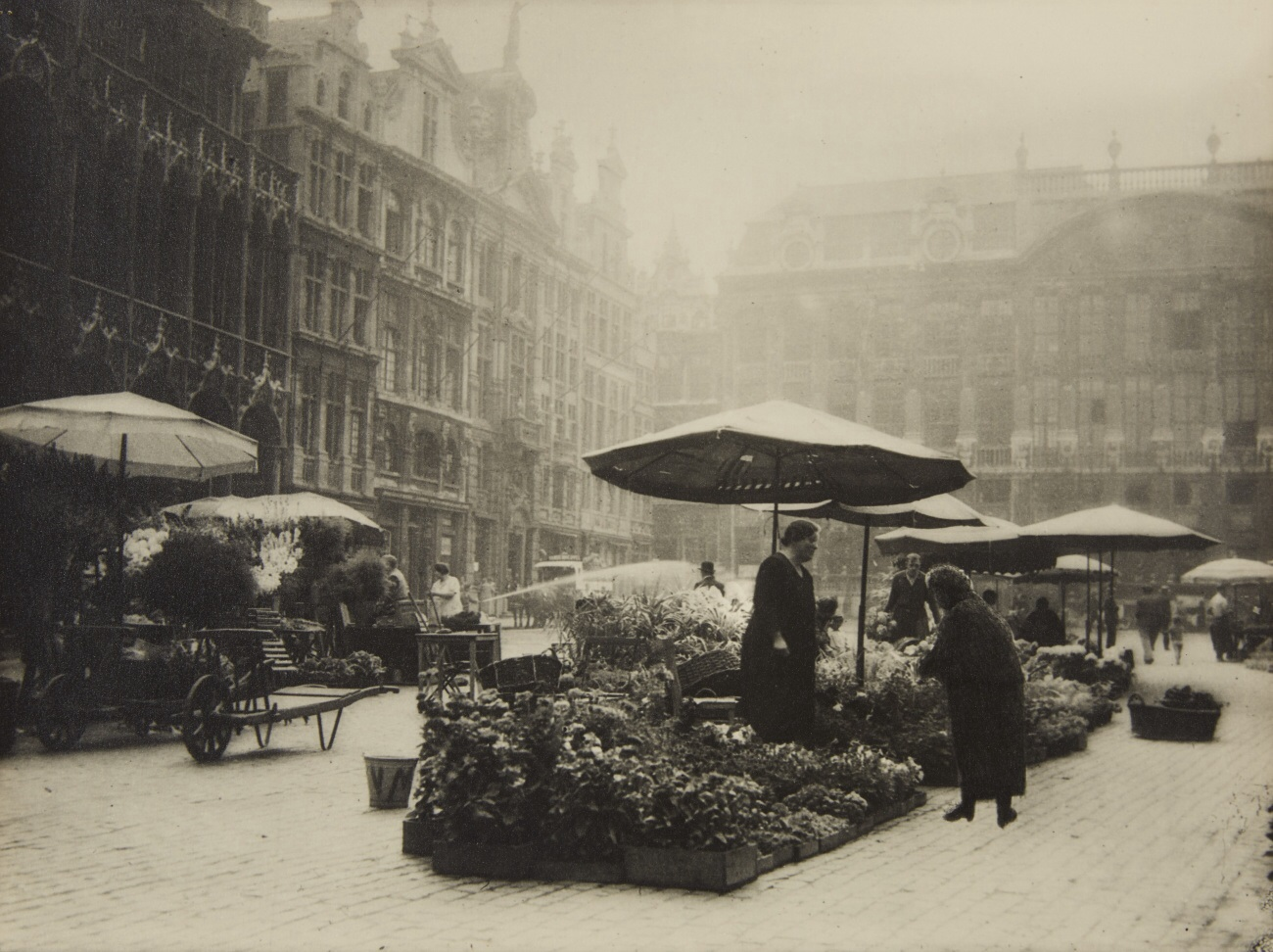
Markt, Brussel
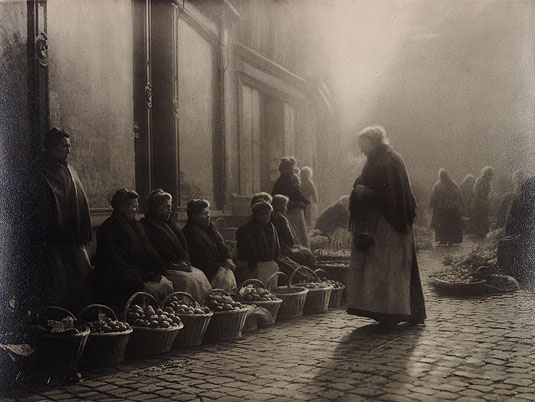
Moeilijke keuze
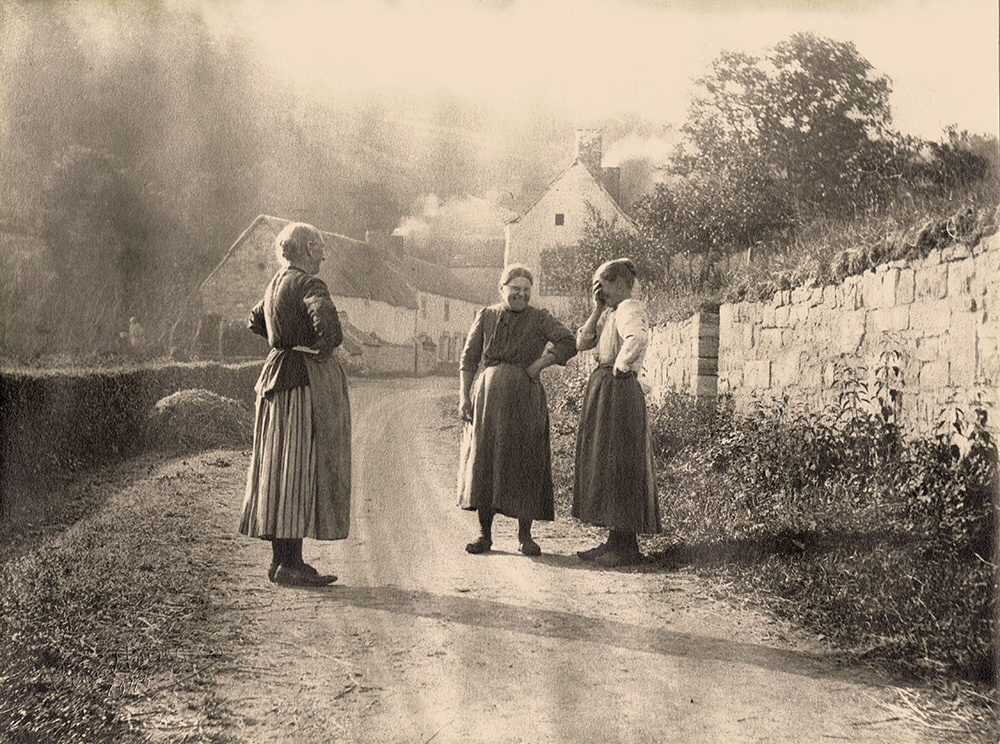
Kletsende vrouwen op een landweg
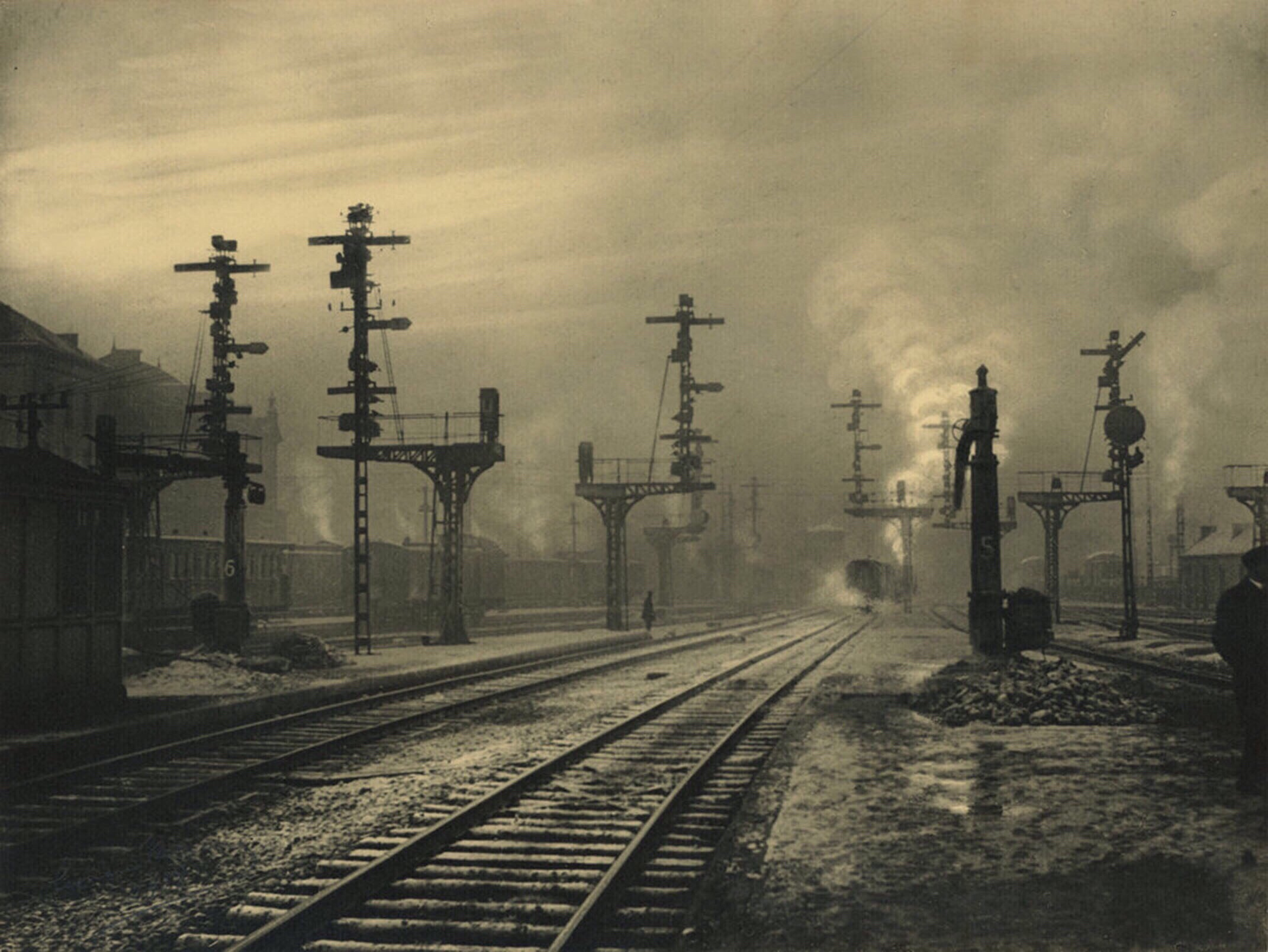
Station in Namen